# Чайна Чоу
Чайна Чоу (англ. China Chow, кит. 周佳納, пін. Zhōu Jiānà, Чжоу Цзяна; нар. 1 квітня 1974, Лондон, Англія, Велика Британія)  — британська і американська акторка, модель та телеведуча.

## Життєпис
Народилася в сім'ї актора та ресторатора Майкла Чоу, ресторани якого розташувались у Лондоні та Нью-Йорку, і фешн-ікони 80-х, моделі та дизайнерки Тіни Чоу (померла від СНІДу у 1992 році). Її батько має китайські та шотландські корені, в той час як мати успадкувала німецьку і японську кров. Дідусь Чайни, Чжоу Сіньфан, грав у пекінській опері. Чайна має брата Макса, який на три роки молодший. Її тітка Цай Чин також акторка і колишня дівчина Джеймса Бонда. Коли Чайні виповнилося 5 років, вся сім'я переїхала до Нью-Йорку.
Чайна перша в сім'ї, хто закінчив коледж, вона вивчала психологію в коледжі Скріппса у Каліфорнії.

### Модельний досвід
Кілька років, наслідуючи матір, була моделлю, рекламуючи косметику у японській компанії Shiseido, працювала з Томмі Хілфігером і Calvin Klein. ЇЇ модельна кар'єра дійшла до того, що у 1996 році журнал Harper `s Bazaar назвав її однією з цих дівчат і вже в тому ж році вона потрапила в грудневий номер Vogue до «The Next Best-Dressed List». У 2000 році Чайна позувала для Maxim і була занесена до галереї дівчат Maxim. Вона посіла 22 і 54 місце в списку сотні найгарячіших дівчат Maxim (у 2000 і 2001 роках відповідно)..

### Кінокар'єра
Чоу дебютувала в 1998 році в одній з головних ролей разом з Марком Волбергом у фільмі «Велика справа». До цього в неї не було акторського досвіду.
У 2007 році, Чоу з'явилася на телеканалі USA Network у першому сезоні драматичного серіалу «Чорна мітка» (англ. Burn Notice). Вона була гостею і суддею на телеканалі «Браво» у шоу Твори мистецтва: Наступний великий художник, прем'єра якого відбулася 9 червня 2010.

### Відеоігри
Чоу озвучила Кеті Чжан в Grand Theft Auto: San Andreas .

### Особисте життя
Після зйомок, деякий час мала стосунки зі своїм партнером по фільму Марком Волбергом. Також зустрічалась з Кіану Рівзом і Мерліном Менсоном.

## Фільмографія
| Рік  |    | Українська назва      | Оригінальна назва | Роль                                    |
| ---- | -- | --------------------- | ----------------- | --------------------------------------- |
| 1998 | ф  | Велика справа         | The Big Hit       | Кейко Ніші                              |
| 2001 | ф  | Голова обертом        | Head Over Heels   | Ліза (лесбійка-співробітниця «The Met») |
| 2002 | ф  | Вищий пілотаж         | Spun              | повія                                   |
| 2003 | ф  | Кохання все змінює    | Sol Goode         | Ембер Стівенс                           |
| 2003 | тф | Благословення         | Blessings         | Дженіфер Фостер                         |
| 2003 | кф | Карнавал Сонця(англ.) | Carnival Sun      | дівчина Браяна                          |
| 2004 | ф  | Риба Франкенштейна    | Frankenfish       | Мері Калаґан                            |

Також творці фільму Філомена (2013) виразили свою подяку Чайні Чоу за допомогу у створенні фільму(англ.).

### Телесеріали
| Рік  | Серіал      | Роль     | Стан / Нотатки                                                |
| ---- | ----------- | -------- | ------------------------------------------------------------- |
| 2001 | Шоу 70-х    | Чайна    | (Серія #4.4:"Hyde Gets the Girl")                             |
| 2007 | Чорна мітка | Люсі Чен | (2 епізоди: — Серія #1.1:"Pilot" та Серія #1.10:"False Flag") |

### Відеоігри
| Рік  |    | Українська назва              | Оригінальна назва             | Роль      |
| ---- | -- | ----------------------------- | ----------------------------- | --------- |
| 2004 | вг | Grand Theft Auto: San Andreas | Grand Theft Auto: San Andreas | Кейті Зан |

### Телешоу
| Рік         | Шоу                                                           | Роль               | Стан / Нотатки                   |
| ----------- | ------------------------------------------------------------- | ------------------ | -------------------------------- |
| 2003        | Starring [Архівовано 5 березня 2016 у Wayback Machine.](рос.) | Грає сама себе     |                                  |
| 2009        | Пізньої ночі з Джиммі Фелоном (Late Night with Jimmy Fallon)  | Гостя              | Епізод #2.121                    |
| 2009        | Топ-модель по-американськи (America's Next Top Model)         | Ведуча та суддя    | Take My Photo, Tyra!             |
| 2010        | Digital Death/Buy Life (Video short)                          | Грає саму себе     |                                  |
| 2012        | Церемонія вручення премії New Now Next Awards 2012            | Work of Art, Bravo | (в номінації Beyond Style Award) |
| 2010 — 2011 | Твори мистецтва: Наступний Великий Художник                   | Ведуча та суддя    | 18 епізодів                      |

#### Твори мистецтва: Наступний Великий Художник
| Рік  | Епізод                                                    |
| ---- | --------------------------------------------------------- |
| 2011 | Розпродаж (Sell Out)                                      |
| 2011 | Солодке мистецтво (La Dolce Arte)                         |
| 2011 | Вуличні торгівці (Street Dealers)                         |
| 2011 | Ripped from the Headlines                                 |
| 2011 | Назад до школи (Back to School)                           |
| 2011 | Зробити це популярним (Make It Pop)                       |
| 2011 | Мистецтво руху (Art Movement)                             |
| 2011 | Спіймай мене якщо зможеш (Kitsch Me If You Can)           |
| 2010 | Протилежності притягуються (Opposites Attract)            |
| 2010 | Природні таланти (Natural Talents)                        |
| 2010 | Ліквідація: Велике шоу (Elimination: The Big Show)        |
| 2010 | Дитяча гра (Child's Play)                                 |
| 2010 | Відкриті для публіки (Open to the Public)                 |
| 2010 | Art That Moves You                                        |
| 2010 | Струс системи (A Shock to the System)                     |
| 2010 | Судячи книгу за обкладинкою (Judging a Book by Its Cover) |
| 2010 | Форма прийдешнього (The Shape of Things to Come)          |
| 2010 | Self Reflexive                                            |